# Барра-ди-Гуабираба
Барра-ди-Гуабираба (порт. Barra de Guabiraba) — муниципалитет в Бразилии, входит в штат Пернамбуку. Составная часть мезорегиона Сельскохозяйственный район штата Пернамбуку. Входит в экономико-статистический микрорегион Брежу-Пернамбукану.